# Dolavon
Dolavon est une localité argentine située dans le département de Gaiman, dans la province de Chubut.

## Toponymie
Le nom de la localité est d'origine galloise : dôl signifie « prairie », afon « rivière ») : prairie près de la rivière.
Dolavon signifie « coude » ou « tournant » de la rivière, et non « pré... » dans ce cas. Les significations peuvent être corroborées dans les dictionnaires de langue, et en cas d'ambiguïté en recherchant les raisons du nom.

## Démographie
La localité compte 3 307 habitants (Indec, 2010), ce qui représente une augmentation de 12,9 % par rapport au précédent recensement de 2001 qui comptait 2 929 habitants.

## Galerie

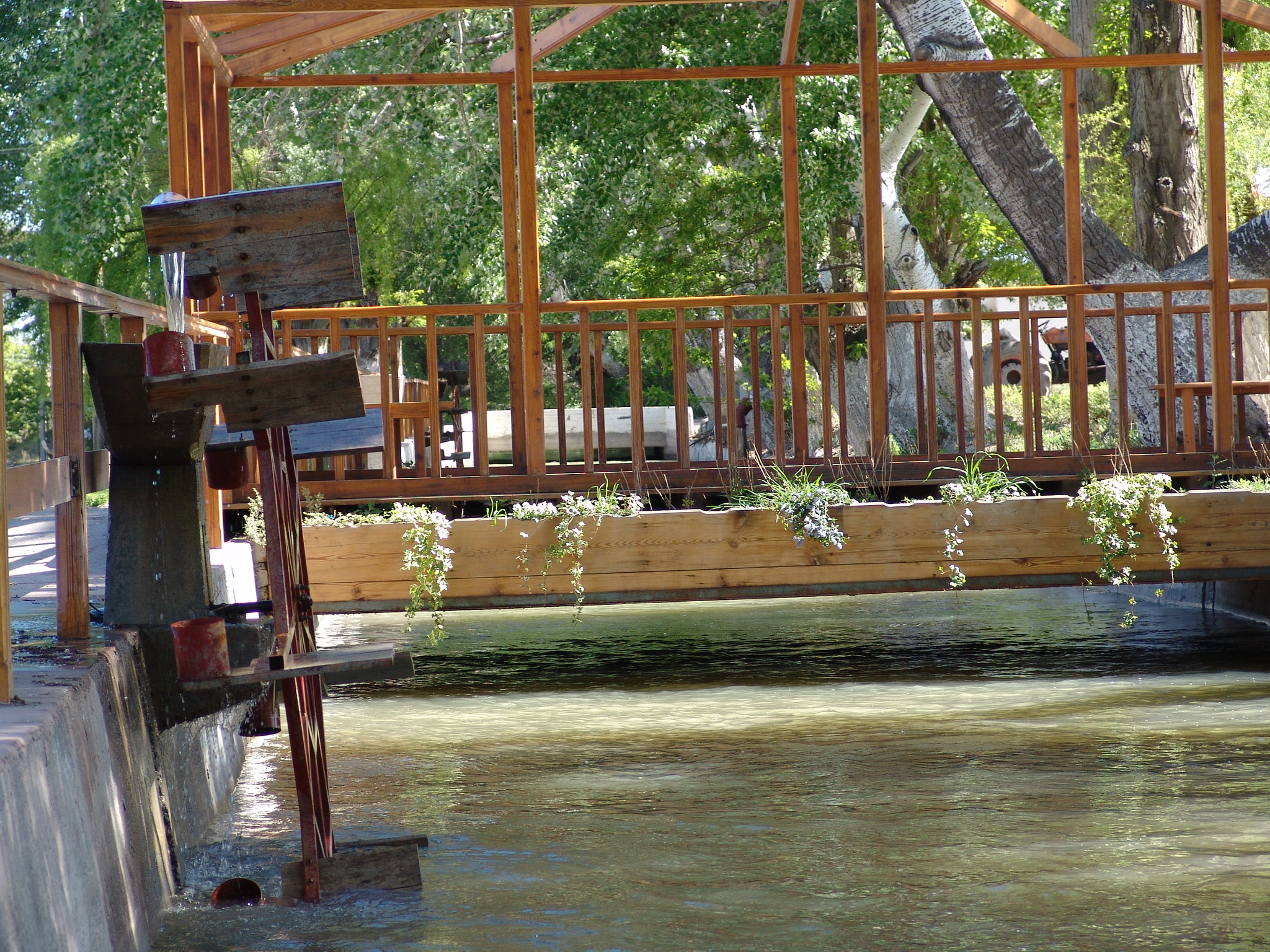
Canal d'irrigation.
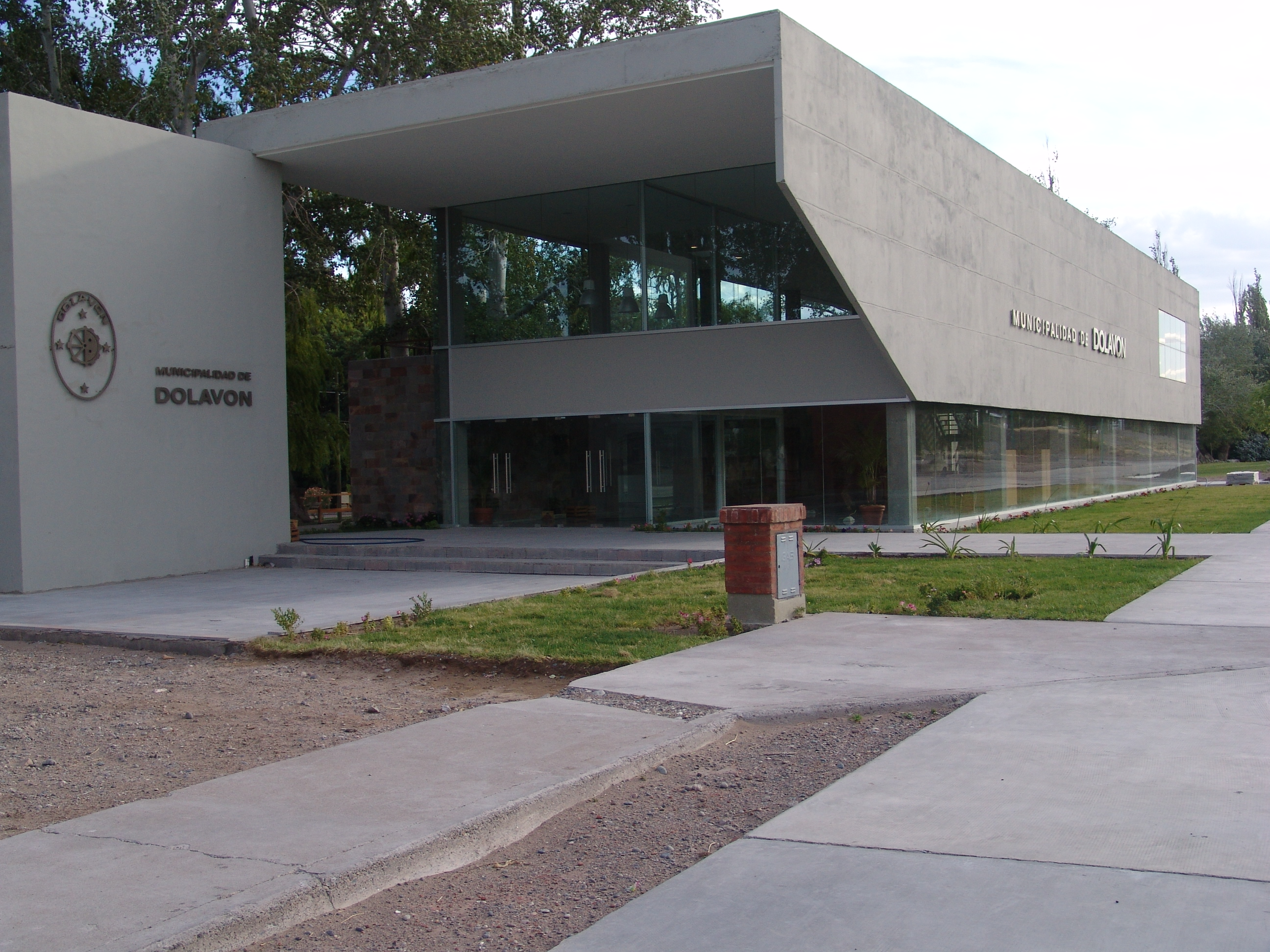
Nouveau bâtiment municipal.
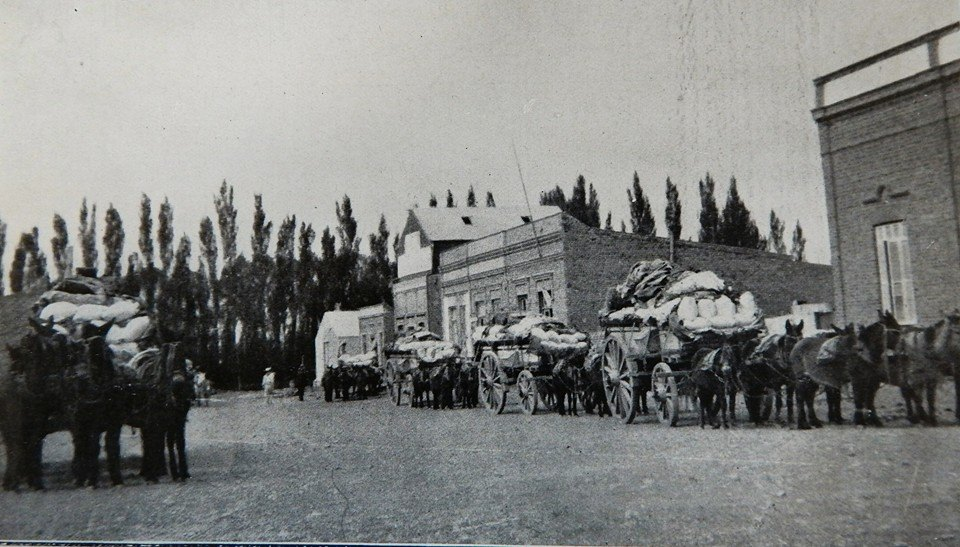
Rue de Dolavon vers 1930.
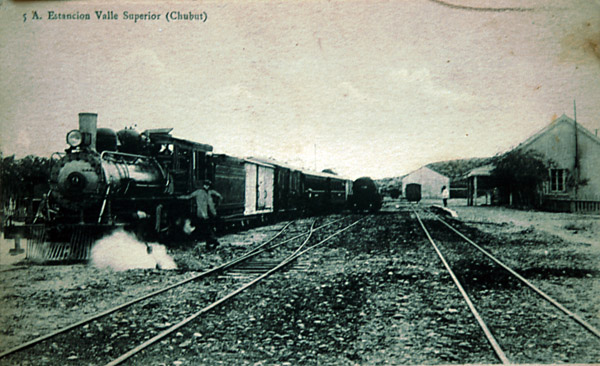
La gare dans ses premières années.
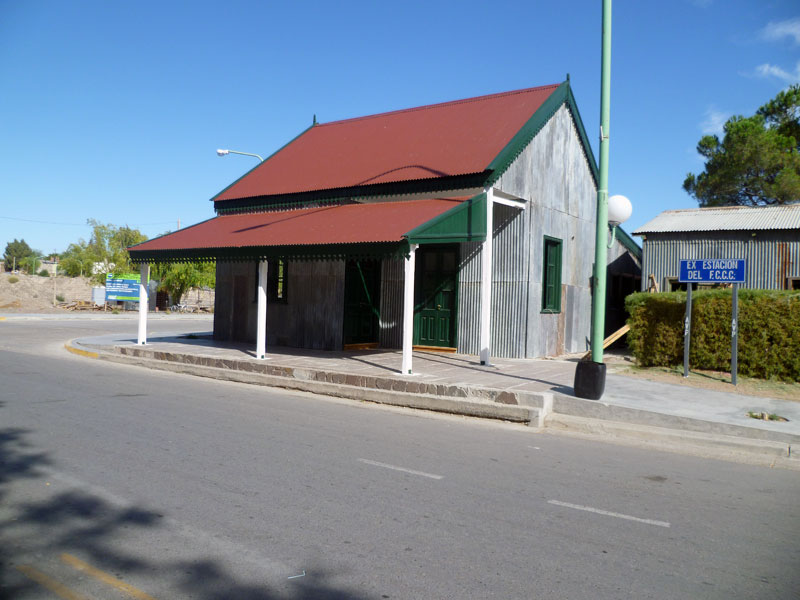
Vue contemporaine de la gare.